# Shirley Englehorn
Shirley Englehorn, née le 12 décembre 1940 à Caldwell (États-Unis) et morte le 2 octobre 2022 à Colorado Springs (États-Unis), est une golfeuse professionnelle américaine.
Elle y est l'une des meilleures golfeuses du circuit dans les années 1950, 1960 et 1970 remportant un tournoi majeur - le Championnat de la LPGA en 1970. Elle compte au total douze victoires professionnelles, dont onze sur le circuit LPGA. 

## Palmarès

### Victoires professionnelles
| N° | Date       | Circuit principal | Tournoi                | Score           | Par | Marge   | Finaliste       |
| -- | ---------- | ----------------- | ---------------------- | --------------- | --- | ------- | --------------- |
|    | 15/06/1970 | LPGA              | Championnat de la LPGA | 70-70-75-70=285 | - 7 | Playoff | Kathy Whitworth |